# غود بلهي (دشت روم)
غود بلهي (بالفارسية: گودبلهی) هي قرية تقع في إيران في قسم دشت روم الريفي. يقدر عدد سكانها بـ 20 نسمة .